# Nias-Balato
Das Nias-Balato  (auch Balatoe, Balatu Sebua, Ballatu, Foda, Gari Telugu, Klewang Puchok Berkait, Roso Sebua, Telagoe) ist ein Schwert von der Insel Nias in Indonesien.

## Beschreibung
Das Nias-Balato hat eine gerade, einschneidige Klinge. Die Klinge wird vom Heft zum Ort breiter und hat weder Mittelgrat noch Hohlschliff. Der Ort ist meist abgerundet. Es gibt verschiedene Versionen, bei denen der Ort ähnlich wie der Ort eines Bowiemessers geformt ist. Die verschiedenen Typen werden folgendermaßen eingeteilt:
- a) mit einem fast geraden Klingenrücken und gerader Schneide. Die Schneide ist vom Ort zum Rücken abgerundet.

- b) mit einem fast geraden Rücken und einer geraden oder leicht konkaven Schneide, während der Rücken s-formig am Ort zur Schneide läuft.

- c) mit einem leicht konvexen Rücken, einer leicht konkaven Schneide und einem stark konkaven Abschnitt am Ort (Bowieform).

Der Nias-Balato hat kein Parier. Das Heft hat eine breite Griffzwinge aus Messing, ist aus Holz oder Messing und wie der Kopf oder das Maul eines Fabeltieres geschnitzt. Die Scheiden sind zweiteilig, aus Holz und mit Messingdraht oder Rattan umwickelt. Am Scheidenmundblech ist eine Kugel aus Eberzähnen angebracht, die mit Rattanschnüren verbunden sind. Diese Kugel enthält meist Amulette, die magische Bedeutung haben. Oft sind geschnitzte Amulette direkt an der Scheide angebracht. Das Nias-Balato wird von Ethnien in Indonesien benutzt.